# Sajó (folyó, Románia)
Az erdélyi Sajó folyó a Nagy-Szamos baloldali mellékfolyója Romániában, hossza 71 kilométer, vízgyűjtő területe 1780 km². Bethlen településnél ömlik a Nagy-Szamosba.

## Nevének eredete
A magyarországi Sajó folyó nevéhez hasonlóan „só” és a folyót jelentő régi magyar „jó” szavak összetétele az Árpád-kori nyelvállapotnak megfelelően, jelentése „sós víz”. (Finnugor nyelvekben eredetileg a „jo” szó élt "folyó" jelentésben. Finnül még ma is használatos a „joki”, a magyarban pedig csak földrajzi nevek, így a Sajó mellett a Hejő és a Berettyó neve őrzi.)

## Települések a folyó mentén
A forrástól a torkolat irányába a következő települések találhatók, zárójelben a román név szerepel.
- Nagysajó (Șieu, Bistrița-Năsăud)
- Sajónagyfalu (Mărișelu)
- Szeretfalva (Sărățel)
- Sajómagyarós (Șieu-Măgheruș)
- Sajóudvarhely (Șieu-Odorhei)
- Somkerék (Șintereag)

## Mellékvizei
Jobb oldali mellékvizei az Árdány, a Magura, a Budac, a Beszterce, a Magyarós és a Rosua. Bal oldali mellékvizei a Dipse, a Bretea és az Egres.

## Fordítás
- Ez a szócikk részben vagy egészben  a(z)   Șieu (river) című angol Wikipédia-szócikk ezen változatának fordításán alapul.  Az eredeti cikk szerkesztőit annak laptörténete sorolja fel. Ez a jelzés csupán a megfogalmazás eredetét és a szerzői jogokat jelzi, nem szolgál a cikkben szereplő információk forrásmegjelöléseként.